# Carpio (Valladolid)
Carpio es un municipio de España, en la provincia de Valladolid, comunidad autónoma de Castilla y León. En 2017 contaba con una población de 1022 habitantes.

## Símbolos
El escudo heráldico y la bandera que representan al municipio fueron aprobados oficialmente el 22 de marzo de 2005. El escudo se blasona de la siguiente manera:

«Escudo cortado, primero en campo de gules un castillo de oro. Segundo, en campo de sinople una llama de oro acostada de dos espigas de lo mismo. Sobre partición una faja de plata.»
Boletín Oficial de Castilla y León nº 101 de 27 de mayo de 2005

La descripción textual de la bandera es la siguiente:

«Paño cuadrado proporción 1:1 dividido horizontalmente en tres partes iguales, verde la superior, roja la inferior y blanca la central, cargada esta última con el Escudo Municipal en sus colores»
Boletín Oficial de Castilla y León nº 101 de 27 de mayo de 2005

## Historia

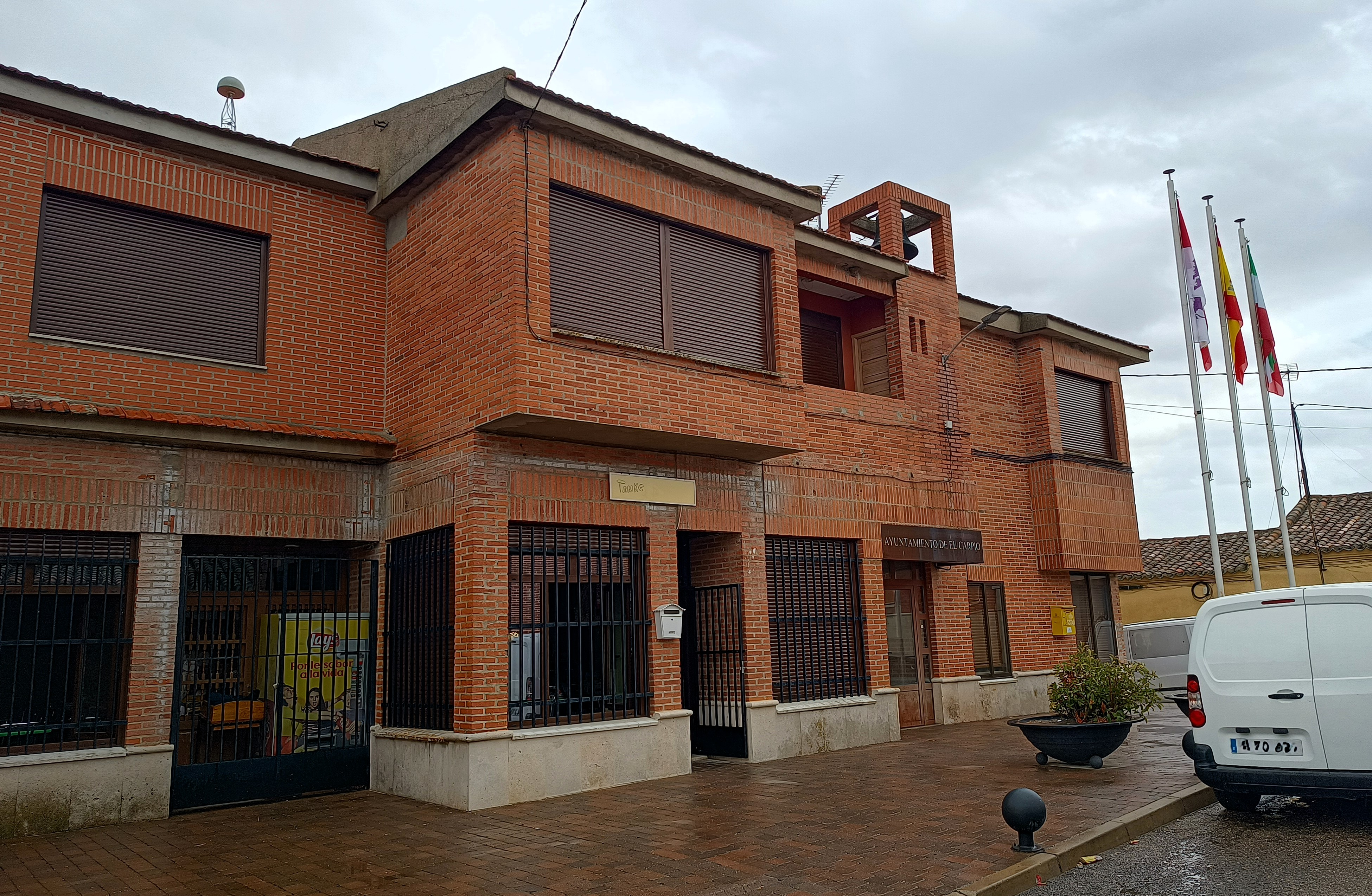
Casa consistorial.

El 23 de noviembre de 1809 se libró la Batalla de Carpio en la que las tropas españolas vencieron a los franceses.

## Monumentos
- Iglesia de Santiago Apóstol

## Geografía
Ubicación
La localidad está situada a una altitud de 759 m s. n. m.
| Noroeste: Castrejón de Trabancos | Norte: Nava del Rey                       | Noreste: Nueva Villa de las Torres |
| Oeste: Fresno el Viejo           |                                           | Este: Brahojos de Medina           |
| Suroeste: Fresno el Viejo        | Sur: Madrigal de las Altas Torres (Ávila) | Sureste: Bobadilla del Campo       |

## Geografía humana

### Demografía
Cuenta con una población de 938 habitantes (INE 2024).
| Gráfica de evolución demográfica de Carpio entre 1842 y 2021                                                          |
| |
| Población de derecho según los censos de población del INE. Población de hecho según los censos de población del INE. |